# Henrik Čopič
Henrik Čopič, slovenski inženir elektrotehnike, * 9. julij 1898, Pulj, † 8. februar 1956, Ljubljana.
Leta 1923 je diplomiral na Univerzi v Brnu. Po končanem študiju je bil najprej asistent na ljubljanski Tehniški fakulteti (1923 - 1928), nato obratni inženir v tekstilnih tovarnah v Dugi Resi in Mariboru. Po okupaciji so ga nemški okupatorji izgnali v Srbijo, od tam je prišel v Ljubljano, a so ga fašisti 1942 internirali v Koncentracijsko taborišče Gonars. Po osvoboditvi leta 1945 je sodeloval pri obnovi tekstilne industrije v Mariboru, postal leta 1947 pomočnik ministra za industrijo Ljudske republike Slovenije, bil od  leta 1949 redni profesor in od 1950−54 prorektor Tehniške visoke šole ter od 1954−55 dekan Tehniške fakultete v Ljubljani. V letih 1949−51 je bil glavni elektroenergetski inšpektor Ljudske republike Slovenije.